# Мадона
Мадона Луиза Чикони (енгл. Madonna Louise Ciccone; Беј Сити, 16. август 1958), познатија једноставно као Мадона, америчка је певачица, текстописац и глумица. Позната је по ексцентричним музичким спотовима и наступима. Сматра се за најуспешнију забављачицу (певачицу, глумицу и комерцијалну личност) икада. Након смрти Мајкла Џексона постала је најуспешнија и највећа жива музичка светска звезда, јер су од ње успешнији били само Елвис Пресли, Битлси и Џексон.
Добитница је многобројних награда кроз своју каријеру и носилац много рекорда у музичком свету, међу којима је титула најпродаванијег женског музичког уметника свих времена, са процењених 350 милиона продатих албума, синглова и видео-снимака.
Упркос својој дискутабилној глуми, и углавном лошим критикама, појављивала се у многим филмовима (нпр. Евита) и углавном прилагала неке своје песме за њихове саундтрек албуме. Написала је и неколико књига за децу. За сада има дванаест турнеја, од којих је MDNA поставила други светски рекорд као: турнеја женског извођача са највећом зарадом. Први рекорд опет води она, са Sticky And Sweet Tour, а друго најгледаније Супербоул полувреме је поставила она 2012.
Дан-данас је неки памте по популарности током ’80-их и мноштву контроверзи, али и гламуру и комерцијалном успеху током ’90-их. Иако је од краја ’90-их па све до издања албума Hard Candy била у ’хибернацији’, опет током 2012. постаје уметник са највећим оствареним профитом на свету у тој години, а добија и нову публику. Њеном сарадњом са најпопуларнијим новим музичким звездама током 2015. опет постаје неприкосновена краљица популарне музике.

## Биографија

#### Пре популарности (1958—1982)
Мадона Луиза Чикони је рођена 16. августа 1958. године у Беј Ситију, као ћерка Силвија, Американца италијанског порекла и мајке Мадоне, канадског порекла. Одрасла је у граду Понтијаку, у Мичигену. Многи мисле да јој име Мадона није право, већ уметничко име, али она га је добила по мајци. Са 8 година, на обреду кризме, додала је име Вероника, по жени која је, према Библији обрисала лице Исусу на путу ка Голготи.
Када је имала пет година, њена мајка је умрла од рака. То је био велики ударац за њу, и често је туга због губитка мајке, као и важност породичних односа, интерпретирана у њеном раду. Убрзо се отац Силвио оженио кућном помоћницом, Џоун Густафсон, коју Мадона никад није у потпуности прихватила. Одрастала је у строгом католичком окружењу, и често је ишла у цркву. Била је чудак у својој школи, али је била и одличан ђак, и похађалац часова клавира, али како јој је то после неког времена досадило, убедила је оца да иде на часове плеса.
Тада је упознала Кристофера Флина, свог професора плеса, за кога је изјавила да је једна од најутицајнијих личности у њеном животу. Чињеница да је припадао геј популацији, и да је касније умро од СИДЕ, учврстила је њене ставове о пружању помоћи особама дискриминисаним по тој основи.
Упркос чињеници да је добила стипендију Мичигенског универзитета, одбила ју је, и отишла у Њујорк, покушавајући да се запосли. Стигла је у Њујорк авионом, са само 35 долара. Радила је неколико ситнијих послова, попут конобарице у Dunkin' Donuts, све док није постала једна од плесачица на светској турнеји Патрика Хернандеса. Касније је са Деном Гилројем основала бенд Breakfast Club, у коме је прво и испољила своје вокалне способности. Када се бенд распао, она и њен тадашњи дечко Стив Бреј су отишли код Марка Каминса, популарног њујоршког ди-џеја, који је, импресиониран њиховим демо-снимцима, отишао у Sire Records.

### Каријера

#### Почеци у музичкој индустрији (1982—1985)
1982. године, Мадона је потписала уговор са Sire Records, огранком Warner Bros., и ускоро издала свој први сингл, Everybody, који је постао хит у клубовима, али није имао успеха на Билбордовој листи „Хот 100“. Добио је и честа пуштања на R'n'B станицама, због чега је владало мишљење да је она заправо црнкиња. И други сингл, Burning Up, је такође био хит на америчкој Денс топ-листи, што је довело до финансирања албума.
Мадонин деби албум, једноставно назван 'Madonna' изашао је 1983. године. Након слушања првих верзија песама са тог албума, Мадона се разочарала и однела их свом дечку Џону Бенитезу (познатом као Џелибин), који их је реаранжирао и довео у стање које је евидентно на албуму. Албум је био осми на америчкој топ-листи (са продатих милион примерака), и садржао је три успешна „Хот 100“ сингла, Borderline, Holiday, и Lucky Star. Тренутне статистике кажу да је продат у укупно 8 милиона примерака.
Мадонин следећи албум, 'Like a Virgin', који је изашао следеће године, је био њен први #1 албум на америчкој топ-листи. Хитови су биле песме Like a Virgin, Material Girl (у чијем споту је имитирала Мерилин Монро, и њен филм „Мушкарци више воле плавуше"), Angel и Dress You Up. Албум је до данас продат у око 19 милиона примерака, и остаје један од њених најуспешнијих. Пажњу је у то време привукла наступом на првој додели МТВ награда, силазећи са џиновске свадбене торте, обучена у венчаницу, и показивањем доњег веша током извођења кореографије.
Године 1985, кренула је на своју прву турнеју, 'Virgin Tour', где су јој пратећи бенд били Бисти Бојс. Турнеја је имала запажен успех у САД.
Исте године, Плејбој и Пентхаус су истовремено објавили Мадонине еротске слике, настале касних 70их, у време док је позирала анонимним сликарима. То је изазвало огромну реакцију медија и јавности. Мадона је на Live Aid концерту, обраћајући се публици, изјавила да „неће скинути своју јакну, јер ће јој то можда узети за зло кроз десет година".

#### Уметничке тенденције (1986—1989)
Мадонин трећи студијски албум, 'True Blue', уједно и њен најпродаванији, са око 20 милиона примерака, изашао је 1986. На албуму је Мадона допринела својим текстовима, у сарадњи са будућим пријатељем и сарадником Патриком Леонардом. На албуму се налазила емотивна балада Live to Tell, за коју се сматра да је „њена прва озбиљна песма“. Остали синглови, који су такође били веома успешни на америчкој топ-листи били су Papa Don't Preach (која је позната по свом суочавању са проблемом малолетних трудница), Open Your Heart (познат и по свом контроверзном споту), True Blue (посвећена њеном тадашњем мужу Шон Пену) и La Isla Bonita.
Године 1987, Мадона учествује у филму Ко је та девојка? за који доприноси четири песме, међу којима је насловна песма из филма Who's That Girl, као и Causing a Commotion, обе топ 5 хитови.
Исте године покренула је своју другу турнеју, 'Who's That Girl Tour', која је у то време донела Мадони њен први рекорд, као тада најисплативија турнеја свих -{времена. Запамћена као велики спектакл, турнеја је у себи обједињавала поп и уметност, коришћене су слике познатих уметника попут Мадонине омиљене сликарке, Тамаре де Лемпицке, и костими који су се муњевито мењали између песама, од којих су неки пародирали њену тадашњу супарницу, Синди Лопер. То јој је био први окршај са Ватиканом, који је позивао вернике на бојкот светогрдних концерата.
Исте године излази њен први ремикс албум под називом 'You Can Dance', који је углавном садржао ремиксе који су урадили њени сарадници са дотадашњих албума, а који су били „спаковани“ у виду непрекидног микса, без паузе између песама. Једини изузетак је била и једина нова песма, Spotlight.
Мадонин четврти албум, 'Like a Prayer', пуштен у продају 1989, по многима је преломна тачка у Мадониној каријери, који ју је поставио у сам естаблишмент поп музике. На албуму је запажено учествовање Принса као дуетског партнера у песми Love Song, као и неколико његових гитарских деоница. Албум је доживео најбоље критике у Мадониној каријери и привукао је зрелије слушаоце. Часопис Rolling Stone је албум окарактерисао као "... најближе уметности колико поп може да приђе“
.
Песма Like a Prayer се наметнула сама по себи као први сингл, због своје напредне структуре. Наиме, песма садржи типичну поп мелодијску линију, али су у њу интегрисани музички елементи црначке музике, попут госпел хора, као и гитарска рок деоница, коју, већ поменуто, изводи Принс. Поред свега, ту је и текст који обилује религијским алегоријама, и у коме Мадона описује позивање имена своје љубави „као малу молитву"
Мадона је тада имала потписан уговор са Пепсијем, јер им се песма јако допала, и желели су рекламу у којој се она чује, што би донело узајамну промоцију и њима и Мадони. Мадона је добила 5 милиона долара за рекламу. Ипак, ствари су се искомпликовале.
Ускоро је снимљен контроверзни спот за песму, чији заплет је јасно окренут против расизма, и где је црнац оптужен за силовање и убиство које су починили белци. Мадона одлази у цркву, тражећи снагу да оде у полицију, без страха од освете злочинаца. Ипак, поред једноставног заплета, оно што је створило контроверзу је верски симболизам. У споту се појављује црни светац (Свети Мартин од Пореса) који је одмах схваћен као светогрдни „Црни Исус", са којим се Мадона касније у споту љуби, затим Мадонине стигматске ране, и на крају, поље запаљених крстова пред којима Мадона плеше, што је по многима био отворени напад на цркву. Ужасан скандал који је избио поводом запаљених крстова, и осуда Ватикана, по многима је био непотребан, јер су они заправо били јасна алузија на Кју-клукс-клан, што је само јасније појачало антирасистичку поруку спота.
Спот је касније, на 25. годишњици МТВ-а, изгласан као „Најреволуционарнији спот свих времена“ (Most Groundbreaking Music Video of All Time).
Пошто су спот и реклама за Пепси имале сличне визуелне теме, реклама је убрзо повучена, доливајући уље на ватру око свих контроверзи. Ипак, Мадона је задржала новац, јер су они прекинули уговор.
Када се ствар ипак мало смирила, Мадона је снимила још један контроверзан спот, за други сингл Express Yourself. Док у песми она позива на слободу говора и изражавања, у споту постаје јасно да се обраћа спутаним женама, јер је она сама у споту ограничена мушким светом, и живи „везана својим жељама да се не побуни“.
Поред свих контроверзи, албум је самим тим добио невероватну промоцију. Продат је у 13 милиона примерака, од чега 4 милиона само у САД.
. Са албума су изашла још три успешна сингла, Cherish, Oh Father и Dear Jessie.

#### Без даха (1989—1992)
Мадона је 1989. снимила филм Дик Трејси, адаптацију популарног детективског стрипа. Како би пропратила филм, којим је била јако инспирисана, издаје нови албум "I'm Breathless", који је представљао омаж музици 30их, мада његов статус албума није сигуран. Наиме, садржао је неколико песама из филма, па би могао бити и његов саундтрек, али и неколико нових песама, па се може квалификовати у студијске албуме. Ипак, оно што је битно је да је издвојио један од Мадониних највећих хитова, "Vogue", модерну денс песму, инспирисану плесом који је тада био популаран у геј клубовима у САД, који је био познат као „воугинг“. Још је битно поменути и песму "Sooner or Later", која је освојила Оскара за „Најбољу песму из филма". "Vogue је запамћен и као један од најбољих спотова свих времена. Артистички црно-бели спот је представљао Мадону у стилу звезда старог Холивуда чија се имена помињу у самој песми, попут Грете Гарбо и Мерилин Монро, а кореографија у споту је тада поставила нове стандарде, и сматрало се да је практично неизводива.
Ускоро је почела њена трећа по реду, и по многима најбоља турнеја под називом "Blond Ambition Tour", коју су критичари и публика, али и сама Мадона, доводили у везу са „музичким позориштем“. Турнеја је у себи садржала код Мадоне већ одомаћене религијске и сексуалне тематике, а скандал је изазвала при извођењу песме "Like a Virgin". Наиме, песма (која је обогаћена оријенталним мотивима у аранжману), у пратњи двојице "евнуха“, завршава се Мадониним симулирањем мастурбације, која се одмах покаје због тога, позивајући Бога, што се даље слива у "Like a Prayer".
Новембра 1990. излази њена прва компилација највећих хитова, под називом "", која је садржала две нове песме, "Justify My Love" и "Rescue Me". "Justify My Love" је изазвао скандал због експлицитних сцена сексуалне природе. Као такав, постао је први Мадонин спот који је забрањен на МТВ-у. Warner Bros. је издао спот као видео-сингл, први икад издат, и он је постао најпродаванији видео-сингл свих времена. Компилација је продата у 22 милиона примерака, а и дан данас се добро продаје.
Године 1991, Мадона је представила свој „сирово неприличан“ документарац под називом Truth or Dare (познат и као "In Bed with Madonna"), који је убрзо приказан и на Канском фестивалу.
Ускоро је снимила и филм Њихова лига, у коме је глумила са Том Хенксом и за који је приложила песму "This Used to Be My Playground".

#### Врело и хладно (1992—1996)
1992. паралелно су изашла два Мадонина велика пројекта. Први је био књига "SEX", величине сточића за кафу, која је садржала Мадонине фотографије у експлицитним сексуалним позама, као и њене приче, које су представљале њене фантазије. У књизи се на фотографијама појављују и Наоми Кембел, Изабела Роселини, као и Мадонин тадашњи дечко, репер Ванила Ајс. Уз књигу се добијао и промо ЦД са песмом "", која је заправо била демо верзија песме која ће се појавити на њеном другом великом пројекту, албуму који је изашао исте године, под називом "".
Први сингл, "насловна песма албума", поставила је рекорд као песма која је дебитовала на америчкој топ-листи на највишој позицији до тада (на другом месту). Контроверзни спот који је пратио песму емитован је само три пута на МТВ-у пре него што је био забрану. Спот је представљао Мадону у улози доминантне „кучке“ како пева на плејбек у неком светлуцавом стриптиз бару, а између промичу снимци са фотографисања за књигу "SEX". Сниман је изузетно старом камером, како би се добио сличан утисак као и пуцкетање винил плоче у самој песми.
Овај спот и књига "SEX" су заједно створили утисак да је цео албум са сличном тематиком. Уистину, то је био први Мадонин албум са Parental Advisory налепницом, али су тек 3 од 14 песама биле изразито сексуалне ("Erotica", "Where Life Begins" и "Did You Do It?"). Са албума су издати и синглови "Deeper and Deeper", "Bad Girl", "Fever", "Rain" и промотивни сингл "Bye Bye Baby".
Био је инспирисан денс и R'n'B, и у то време је био Мадонин најмање продаван албум.
Каснијих година, стекао је култни статус, и данас важи за једно од њених најбољих дела.
Турнеја која је неумитно уследила 1993, "The Girlie Show", свакако је Мадонина најконтроверзнија турнеја до дана данашњег. Представљала је уметност посматрања, и у себе интегрисала све његове видове, попут циркуса, стриптиза, диско клуба, позоришта... Наравно, упркос лошој репутацији претходног албума, турнеја је била велики успех, и једина до сада на којој је Мадона наступала у Аустралији и Јужној Америци.
Незадовољна реакцијом публике поводом претходног, Мадона је 1994. издала свој нови, далеко конзервативнији албум, под називом "Bedtime Stories", који, као ни "Erotica", није имао вртоглаву продају албума, али је изнедрио неке од највећих хитова у Мадониној каријери. Инспирисан R'n'B музиком, попут свог претходника, донео нам је много суптилнију Мадону, чији је глас бриљирао у баладама којима албум обилује. Први сингл, "Secret", постигао је велики успех на топ-листама, али је други, "Take a Bow", постао највећи хит са албума, који је остао 7 узастопних недеља на месту број један Билбордове листе. Сингл "Bedtime Story", чији је коаутор била певачица Бјорк, добио је Мадонин најексперименталнији видео у каријери. Инспирисан сликама Фриде Кало и других уметника, приказује Мадону у разним пределима „као из снова“, и у једној сцени чак са двоје уста уместо очију, и оком уместо уста. Последњи сингл је била песма "Human Nature", у којој је Мадона рекла оно што је имала медијима који су је уништили у време књиге "SEX". Текст каже „да јој није жао због људске природе“, да „није њихова кучка“, и да „не каче њихова срања на њу“. Касније је и објаснила своју "SEX" фазу речима „да су сви вршили толики медијски атак на њу, да је једноставно одлучила да им покаже баш све“, као и „да је Warner ту видео лаку зараду".
Године 1995, Мадона издаје "Something to Remember", своју компилацију најлепших балада, на којој су се нашле неке од неалбумских песама, попут "Crazy for You" и "I'll Remember", као и три нове песме: "I Want You" (обрада класика Марвина Геја) у сарадњи са Месив Атек, "One More Chance" и "You'll See", касније велики хит.

#### Велики повратак Краљице попа (1996—2001)
1996. је изашао Мадонин критички најбоље прихваћен филм, Евита, који се бавио животом аргентинске прве даме, Евите Перон, супруге озлоглашеног Хуана Перона, пронацисте. Саундтрек је постао њен дванаести платинасти албум, и са њега су се издвојила два успешна сингла, "Don't Cry for Me Argentina" и "You Must Love Me", који је касније освојио Оскара и Златни Глобус за најбољу филмску песму. Сама Мадона је добила Златни Глобус као „Најбоља глумица у комедији/мјузиклу“, али није добила номинацију за награду Академије.
Мадонин седми студијски албум, "Ray of Light" из 1998. је био маркантна мешавина интроспективних текстова, у комбинацији са електронском музиком и изразитом рејв атмосфером. Донео је Мадони најбоље критике још од "Like a Prayer". Часопис -{Rolling Stone је поводом албума рекао да су Мадона и њен главни сарадник Вилијам Орбит успели „да створе први комерцијални албум који је успешно пригрлио техно". Са "Ray of Light" је изашло укупно пет синглова, а то су: "Frozen", "Ray of Light" (чији је спот освојио 4 МТВ награде), "Drowned World/Substitute for Love", "The Power of Goodbye" и "".
Мадона је наставила серију успеха песмом "", која је написана специјално за филм Остин Пауерс: Шпијун који ме је креснуо, и у чијем споту се појављује Остин Пауерс лично (алтер его глумца Мајка Мајерса).
"Music", њен осми албум, из 2000. поново је ставио Мадонину музику у хаус и техно оквире, али је садржао и звуке америчког кантрија и рока. У себи је имао изразити европски звук, што се да приписати продукцији француског ди-џеја Мирвајза Ахмадзаија. "Music", први сингл, постао је тренутни хит, и постао #1 у чак 26 земаља. Други сингл, "What it Feels Like for a Girl", је од нежне баладе претворен у тренс песму за потребе насилног спота (који је режирао Мадонин муж, Гај Ричи), а у коме се, на сличан начин као у "Smack My Bitch Up", приказује насилна жена која уништава све око себе, посебно мушкарце, пре него што, заједно са својом баком, изврши самоубиство. МТВ га је пустио само један једини пут, док га је Опра Винфри често пуштала на својој телевизији.
Године 2001, Мадона креће на своју прву турнеју након 8 година, "Drowned World Tour". То је Мадонина најмрачнија турнеја, која је нашла утицаје у рејву, јапанској и латино култури. Многима је засметао недостатак старијих хитова, који су замењени материјалом са последња два албума. Исте године је изашла и њена друга компилација највећих хитова, под називом "", која овај пут није укључивала нове песме.
Године 2002, је изашла насловна песма за 20. филм о Џејмсу Бонду, под називом "Die Another Day". Песма је имала мешовите критике, чак је та амбивалентност ишла дотле да је песма била номинована за Златни Глобус и за Златну Малину.

#### Амерички сан (2003—2005)
[[Датотека:AmericanLifeSpot.jpg|лево|200п|мини|Прва верзија спота за Мадонину песму "
2003. излази Мадонин девети студијски албум, "American Life", који убрзо постаје њен највећи комерцијални неуспех. Наиме, истоимени први сингл албума, "American Life" привукао је пажњу кроз текст који је критиковао америчко друштво, а затим контроверзним спотом који је одмах привукао пажњу због критиковања политике Џорџа Буша. Обиловао је насиљем и ратним сценама, а најгора ствар је била чињеница да је рат почео неколико дана након његовог емитовања. Због свега овога, Мадона је повукла спот неколико дана касније, и заменила га сведеном варијантом, где она пева испред застава. Ово је одмах довело до бојкота албума у САД и земљама које су подржале њихову политику. Ни остали синглови ("Hollywood", "Nothing Fails", "Love Profusion") нису постигли успех на топ-листама.
Касније те године, Мадона је отворила 20. МТВ доделу награда, и заједно са Бритни Спирс, Кристином Агилером и Миси Елиот је изводила песме "" и "Hollywood". Наступ је привукао пажњу јавности због Мадониног и Бритниног пољупца, иако је онај други, са Кристином, имао мање публицитета. Касније те јесени, Мадона је снимила дует са Бритни под називом "Me Against the Music", који је био њен једини хит те године.
Ускоро је издала нови ремикс албум под називом "Remixed & Revisited", на којој се налазила и песма из 1994. која се није нашла на "Bedtime Stories" под називом "".
Године 2004, Мадона започиње своју шесту по реду турнеју, "Re-Invention Tour", која као ни "The Girlie Show" није испаштала због неуспеха претходног албума. Идеја је била да Мадона „поново прикаже и измисли своју каријеру“, па су зато отпевана бар по једна песма са сваког њеног албума. За време турнеје је снимљен документарац "I'm Going to Tell You a Secret", који је режирао Џонас Акерланд, и који је комерцијално изашао 2006. у пратњи аудио ЦД-а са live песмама, и самим тим постао први Мадонин live албум. Интересантно је да је ово једина Мадонина турнеја чији се концертни снимак није појавио на DVD-у или неком другом формату.
Године 2005, је наступила на Live 8 концерту, где ју је лично најавио Боб Гелдоф, и где се појавила на сцени са Бирхан Волду, девојком због које је 20 година раније организован Live Aid.

#### Исповести (2005—2007)
Мадонин десети студијски албум, "Confessions on a Dance Floor", представљао је мешавину диско музике из 70их, као и модерне денс музике, у непрекидном миксу, као и "You Can Dance". Албум је покупио позитивне критике, и сматра се њеним повратком након неуспешног "American Life" албума. Стјуарт Прајс, копродуцент, Мадонин клавијатуриста на последње три турнеје, изашао је из оквира анонимности, као продуцент овог албума. Са њега су се издвојила четири јако успешна сингла. Најуспешнији сингл је свакако био "Hung Up", песма која је користила семпл из популарне песме групе АББА, "Gimme! Gimme! Gimme! (A Man After Midnight)". За кратко време постала је један од најуспешнијих синглова свих времена, најуспешнији денс сингл икада, и пробила је рекорд тиме што је била #1 у чак 41 земљи, међу којима је и Србија. Овом песмом је отворила МТВ Европске награде 2005, и (заједно са анимираним бендом Горилаз) Греми награде 2006. Остала три сингла ("Sorry", "Get Together" и "Jump") постигли су мањи успех, али се ипак сматрају јако успешним, јер су успели да изједначе Мадону са Елвисом по броју Топ 10 хитова.
Лета 2006, Мадона је потписала уговор са модном кућом H&M, и постала њихово заштитно лице, као и модни креатор. Већ следеће године, лансирана је модна марка M by Madonna, која је за недељу дана зарадила око 15 милиона долара.
Confessions Tour, Мадонина турнеја са до сада највећом зарадом за женског извођача, почела је на лето 2006, и имала око 1,2 милиона гледалаца. Турнеја је изазвала пажњу медија коју је Мадона привукла тако што се разапела на крст направљен од Сваровски кристала, носећи круну од трња. Представљена је као велики омаж уметности јахања, религији и диско-панк култури. Иако су постојале спекулације да би Мадона са овом турнејом могла стићи и у Србију, очигледно је да то тога није дошло. DVD са снимком концерта и аудио ЦД су објављени почетком 2007, као "The Confessions Tour", Мадонин други -{live албум.
У мају 2007. Мадона је за бесплатан даунлоуд поставила своју нову песму, "Hey You", продуцирану у сарадњи са Фарелом Вилијамсом, како би промовисала Live Earth. 07.07.2007, на дан одржавања "Live Earth"-а, Мадона је песму извела у Лондону, као и "Ray of Light", "La Isla Bonita" и "".
Не треба заборавити дечје књиге које је написала у овом периоду, укупно пет њих, од којих је најпознатија свакако "Енглеске Руже", које су недавно добиле чак 4 наставка. Данас се сматра јако популарним писцем за децу, с обзиром на то да држи рекорд као најбоље продавани дечји писац са првом књигом.
Тврда Бомбона (2008-2010)
2008 Мадона избацила нови албум по имену "Hard Candy".Главни сингл је "4 Minutes" где пева са Џастином Тимберлејком и Тимналандом.Други сингл је "Give it 2 Me" где пева она о њеној каријери.Трећи сингл је "Miles Away".2008/2009 иде на турнеју око целог света.Та турнеја постаје најуспешнија турнеја једног соло-певача.

## Утицаји
Често се Мадонина жустрост приписује њеном италијанском пореклу и католичком образовању, које је током своје каријере непрестано интерпретирала (попут стигмата у "Like a Prayer", или разапињања на
"Confessions Tour"). Смрт мајке у раном детињству такође је оставила велики траг на њу.
Често напомиње да је прва песма која је оставила велики утисак на њу "These Boots Are Made for Walkin" Ненси Синатре. У детињству је долазила под утицаје барока, и изјавила је да је волела Шопена због његовог „женственог квалитета“. Такође је захвална Деби Хари и Криси Хајнд, великим панк иконама за које каже " да су јој утрле пут“. Данашњи бендови којима се диви су The White Stripes и The Raconteurs.
Такође, изјавила је да су јој звезде старог Холивуда биле велики узор у младости, и да им је кроз свој рад одавала почаст, као најочигледнији пример се може узети "Vogue". Material girl је такође посвећена песма гламуру Холивуда, пре свега Мерилин Монро.
Ипак, Мадона, упркос свим својим утицајима, јесте она која је кроз своју тродеценијску каријеру постала узор другима. Од самих почетака, када је њен имиџ уличарке, као и Boy Toy каиш који је дуго носила достигао култни статус међу тинејџеркама, Мадона је схваћена као херој и икона постфеминизма. Поред чињенице да је остварила гигантски утицај на модерну поп културу својом музиком, спотовима, и појавом уопштено, данас се због својих модних утицаја сматра иконом геј културе. И данас привлачи пажњу својом способношћу трансформације и промене, као и чињенице да је већ неколико пута успела да се врати у бизнис након комерцијалних падова. Мадона спада у извођачице са највише стилова фризура, одеће, понашања, песама и спотова. Због добре мелодије, Мадонине песме имају гомилу ремиксова, њене песме обележавају '80. године и често се појављују у рекламама и разним медијским спотовима (у забавним емисијама). Такође је широј јавности познато то што је најутицајнија певачица свих времена. Утицала је на моду, поп културу, рушила табуе, правила постфеминистичне култове међу тинејџеркама, и због свега тога на њу су се угледале чувана Бијонсе, Лејди Гага, Мајли Сајрус, Бритни Спирс, Ријана, Кристина Агилера, Кајли Миног, Мараја Кери и још много њих.

## Приватни живот
Мадона се до сада двапут удавала. Њен први муж је био познати глумац Шон Пен, кога је упознала на снимању спота за "Material Girl". Пар се венчао на Мадонин 27. рођендан 1985. године. Њихов однос је непрестано био праћен очима новинара, што је изазвало Шоново насиље према њима, па су касније добили надимак „Отровни Пенови“. Званично су се развели 1989. године, а остаје прича да је Шон био насилан према њој, што она никад није потврдила, иако је наговестила у песми "Till Death Do Us Part".
Други муж, са којим се разводи, је Гај Ричи, популарни британски режисер. Упознао их је Стинг, на једној од својих журки коју је организовао са супругом Труди. Венчали су се 22. децембра 2000. године у Шкотској. Иако су им медији од самог почетка предвиђали брз крај, они су годинама оповргавали те приче.
Током своје каријере, Мадона је била у вези и са многим другим познатим мушкарцима укључујући Ворена Битија (у кога се заљубила током снимања филма Дик Трејси), Тонија Ворда (порно звезде), репера Ванила Ајса, Дениса Родмана и Карлоса Леона, њеног фитнес тренера.
Приписује јој се и краћа афера са Џоном Кенедијем Млађим.
Мадона има троје деце, двоје биолошке и једно усвојено. Своје прво дете, ћерку Лурд, родила је 1996. Њен биолошки отац је Карлос Леон, с ким се Мадона касније растала. Лурд је име добила по светом месту у Француској, које је Мадонина мајка желела да посети пре смрти. Њено друго дете, сина Рокоа, родила је 2000, пар месеци пре венчања са његовим оцем, Гајом Ричијем.
Њено треће дете, Дејвида, усвојила је у Малавију. Ово усвајање је изазвало ничим призван скандал, по којем је Мадона имала повлашћен статус при усвајању, као и приче да је она Дејвида „купила". Мадона се појавила у Оприној емисији како би оповргла оптужбе. Она и Гај су планирали да, након што прође пробни период од 18 месеци, усвоје и једну малавијску девојчицу.
Мадона је често предмет критике због свог веровања. Наиме, крајем деведесетих, Мадона је одбацила католицизам зарад кабале, јеврејског мистицизма, које од тада често интерпретира у својим радовима, ипак држећи границу доброг укуса.
Њена политичка виђења такође су предмет дискусије. Мадона отворено не подржава Бушову политику. Отворено је пружила подршку Хилари Клинтон на изборима 2008.

## Критике
Мадона је тема критицизма још од самог почетка каријере. Иако неки сматрају њене текстове глупим и незанимљивим, често је и хваљена као искусан вокалиста и аутор.
Критикована је због егоцентризма и способности да створи контроверзе. За њу је изјављено „да је избацила таленат из арене, и да се пробила запошљавајући праве људе". Међу највеће скандале њене каријере спадају: спот за Like a Prayer, симулација мастурбације на Blond Ambition Tour, SEX и Erotica, албум American Life, пољубац са Бритни Спирс, наступ Live to Tell на Confessions Tour, као и усвајање Дејвида Банде. Критике су најчешће ишле и на рачун њених „напада“ на католичку цркву што је замало ишло до њеног екскомуницирања, као и од група за заштиту животиња због неких одевних предмета животињског порекла.

### Мадона у Бугарској
Мадона је одржала концерт у Софији 29. августа 2009, на дан Јована Крститеља. Неколико дана касније, тачније 5. септембра 2009. 15 бугарских грађана су се удавили у Охридском језеру. Током молитве, 6. септембра, митрополит Николај је рекао да је та трагедија казна од Бога због концерте на дан када је Јован Крститељ био убијен.

## Поп икона
Због Мадониног енормног успеха за само 30 година, проглашена је Поп иконом и Поп Краљицом. На њу су се угледале млађе певачице, а њеном најважнијом копијом се сматра Лејди Гага. Најугледнији амерички магазин Билборд је објавио текст у коме је Драгана Мирковић названа "српском Мадоном или Лејди Гагом".

## Краљица поп музике и плеса
Због Мадониних великих сценских и плесних достигнућа спада у уметнице које су своје каријере и успех градиле сценом и наступом, а не гласом, иако Мадона има нумере где показује свој глас ("Don't cry for my Argentina", Like a prayer, Love profusion...). Краљицом поп музике се заслужено сматра због успеха и дуге каријере. Њеном конкуренцијом сматра се Џенет Џексон, коју је популарни музички канал vh1 2014. прогласио „краљицом поп музике“ захваљујући гласовима гледалаца.

## Дискографија
- (1983)
- (1984)
- (1986)
- (1989)
- (1992)
- (1994)
- (1998)
- (2000)
- (2003)
- (2005)
- (2008)
- (2012)
- (2015)
- (2019)

### Спотови
| Спот                              | Година | Режисер                   |
| --------------------------------- | ------ | ------------------------- |
| Everybody                         | 1982   | Ед Стеинберг              |
| Burning Up                        | 1983   | Стив Барон                |
| Lucky Star                        | 1984   | Артур Пиерсон             |
| Borderline                        | 1984   | Мери Ламберт              |
| Like a Virgin                     | 1984   | Мери Ламберт              |
| Material Girl                     | 1985   | Мери Ламберт              |
| Crazy For You                     | 1985   | Харолд Бекер              |
| Gambler                           | 1985   | Харолд Бекер              |
| Into the Groove                   | 1985   | Сузан Сеиделман           |
| Live to Tel                       | 1986   | Џејмс Фолеј               |
| Papa Don't Preach                 | 1986   | Џејмс Фолеј               |
| True Blue                         | 1986   | Џејмс Фолеј               |
| Open Your Heart                   | 1986   | Џејн-Баптиста Морино      |
| La Isla Bonita                    | 1987   | Мери Ламберт              |
| Who's That Girl                   | 1987   | Петер Росентал            |
| Like a Prayer                     | 1989   | Мери Ламберт              |
| Express Yourself                  | 1989   | Дејвид Фишер              |
| Cherish                           | 1989   | Херб Ритс                 |
| Oh Father                         | 1989   | Дејвид Фишер              |
| Dear Jessie                       | 1989   | Дерек Хајс                |
| Vogue                             | 1990   | Дејвид Фишер              |
| Justify My Love                   | 1990   | Џејн-Баптиста Морино      |
| This Used To Be My Playground     | 1992   | Алек Кешишиан             |
| Erotica                           | 1992   | Фабиен Барон              |
| Deeper and Deeper                 | 1992   | Боби Вудс                 |
| Bad Girl                          | 1992   | Дејвид Фишер              |
| Fever                             | 1993   | Стефани Седнаои           |
| Rain                              | 1993   | Марк Романек              |
| I'll Remember                     | 1994   | Алек Кешишиан             |
| Secret                            | 1994   | Мелоди МекДаниел          |
| Take A Bow                        | 1994   | Мајкл Хаусман             |
| Bedtime Story                     | 1995   | Марк Романек              |
| Human Nature                      | 1995   | Џејн-Баптиста Морино      |
| I Want You                        | 1995   | Ерли Себастијан           |
| You'll See                        | 1995   | Мајкл Хаусман             |
| Love Don't Live Here Anymore      | 1996   | Џејн-Баптиста Морино      |
| You Must Love Me                  | 1996   | Алан Паркер               |
| Frozen                            | 1998   | Крис Кунингам             |
| Ray Of Light                      | 1998   | Џонас Акерлунд            |
| Drowned World/Substitute for Love | 1998   | Валтер Стерн              |
| The Power of Good-Bye             | 1998   | Метју Ролстон             |
| Nothing Really Matters            | 1999   | Џохан Ренк                |
| Beautiful Stranger                | 1999   | Брет Рејтер               |
| American Pie                      | 2000   | Филип Столзи              |
| Music                             | 2000   | Џонас Акерлунд            |
| Don't Tell Me                     | 2000   | Џејн-Баптиста Морино      |
| What It Feels Like for a Girl     | 2001   | Гај Ричи                  |
| Die Another Day                   | 2002   | Трактор                   |
| American Life                     | 2003   | Џонас Акерлунд            |
| Hollywood                         | 2003   | Џејн-Баптиста Морино      |
| Me Against the Music              | 2003   | Паул Хунтер               |
| Love Profusion                    | 2003   | Лук Бесон                 |
| Hung Up                           | 2005   | Џохан Ренк                |
| Sorry                             | 2006   | Џејми Кинг                |
| Jump                              | 2006   | Џонас Акерлунд            |
| 4 Minutes                         | 2008   | Џонас/Францис             |
| Give It 2 Me                      | 2008   | Том Мунро/Натан Рисман    |
| Celebration                       | 2009   | Џонас Акерлунд            |
| Give Me All Your Luvin            | 2012   | Мегафорс                  |
| Girl Gone Wild                    | 2012   | Мерт/Маркус               |
| Turn Up the Radio                 | 2012   | Том Мунро                 |
| Living for Love                   | 2015   | J.A.C.K.                  |
| Ghosttown                         | 2015   | Џонас Акерлунд            |
| Bitch I'm Madonna                 | 2015   | Џонас Акерлунд            |
| Medellín                          | 2019   | Diana Kunst,Mau Morgó     |
| Crave                             | 2019   | Nuno Xico                 |
| Dark Ballet                       | 2019   | Emmanuel Adjei            |
| God Control                       | 2019   | Џонас Акерлунд            |
| Batuka                            | 2019   | Emmanuel Adjei            |
| Frozen (Fireboy DML Remix)        | 2022   | Рикардо Гомес             |
| Frozen (feat. 070 Shake)          | 2022   | Рајан Дрејк,Рикардо Гомес |

## Турнеје
- The Virgin Tour (1985)
- Who's That Girl World Tour (1987)
- Blond Ambition World Tour (1990)
- The Girlie Show World Tour (1993)
- Drowned World Tour (2001)
- Re-Invention World Tour (2004)
- Confessions Tour (2006)
- Sticky & Sweet Tour (2008/09)
- The MDNA Tour (2012)
- Rebel Heart Tour (2015/16)
- Madame X Tour (2019/20)
- The Celebration Tour (2023/24)